# Khách hàng
Khách hàng là những cá nhân hay tổ chức quyết định sử dụng sản phẩm, dịch vụ hoặc ý tưởng mà doanh nghiệp cung cấp. Họ không chỉ đơn thuần là nguồn mang lại doanh thu, mà còn đóng vai trò then chốt trong sự phát triển của doanh nghiệp. Mỗi giao dịch mua hàng và phản hồi từ khách hàng đều là những thông tin giá trị, giúp doanh nghiệp hiểu rõ hơn về thị trường, từ đó cải tiến sản phẩm và xây dựng lòng tin với thương hiệu. Có thể chia khách hàng thành hai nhóm chính là khách hàng cá nhân và khách hàng doanh nghiệp, mỗi nhóm lại có những nhu cầu và thói quen mua sắm khác nhau. Để phát triển bền vững và thành công, doanh nghiệp cần phải thấu hiểu và đáp ứng tốt những nhu cầu đa dạng này.

## Các loại khách hàng
Trước đây khi đề cập đến khách hàng, người ta chỉ nghĩ đến những đối tượng bên ngoài tổ chức có mua hàng hóa mà tổ chức đó cung cấp. Tuy nhiên hiện nay khái niệm khách hàng đã được mở rộng vào bên trong tổ chức.

### Khách hàng nội bộ
- Những người làm việc trong các bộ phận khác nhau của tổ chức.
- Những người làm việc tại các chi nhánh khác nhau của tổ chức.
- Là những nhân viên trong công ty, họ trông cậy vào công ty, vào những sản phẩm/dịch vụ và thông tin mà họ cần để hoàn thành nhiệm vụ của mình. Họ tuy không phải là khách hàng truyền thống, nhưng họ cũng cần được quan tâm, chăm sóc và đối xử như những khách hàng bên ngoài

### Khách hàng bên ngoài.
- Cá nhân
- Doanh nghiệp hoặc người làm kinh doanh, bao gồm nhà cung cấp, ngân hàng và đối thủ cạnh tranh.
- NGOs, cơ quan nhà nước, tổ chức thiện nguyện.
- Các bên có quyền lợi liên quan như dân cư trong vùng, hội nghề nghiệp...